# Gert Weil
Gert Michel Weil Wiesenborn (* 3. Januar 1960 in Puerto Montt) ist ein ehemaliger chilenischer Leichtathlet, der bei allen großen Meisterschaften den Endkampf im Kugelstoßen erreichte. Zweimal gewann er bei den Panamerikanischen Spielen und achtmal bei den Südamerikameisterschaften.

## Karriere
Seinen ersten Titel gewann Weil bei den Südamerikameisterschaften 1979 mit 16,42 Metern. 1981 und 1983 verteidigte er seinen Titel erfolgreich. Bei den Panamerikanischen Spielen 1983 stieß er die Kugel auf 17,30 Meter und belegte den zweiten Platz hinter dem Kubaner Luis Delís. Bei den Olympischen Spielen 1984 erreichte er mit 18,69 Metern den zehnten Platz, nachdem er in der Qualifikation 19,94 Meter gestoßen hatte.
Bei den Hallenweltspielen 1985 erreichte er mit 19,47 Metern den siebten Platz. Im Freien stieß er bei den Südamerikameisterschaften 1985 mit 20,14 Metern einen neuen Meisterschaftsrekord und siegte mit über drei Metern Vorsprung. 1987 gewann er sowohl bei den Südamerikameisterschaften als auch bei den Panamerikanischen Spielen, bei letzteren hatte er mit 20,21 Metern vier Zentimeter Vorsprung auf den US-Amerikaner Gregg Tafralis. Bei den Olympischen Spielen 1988 belegte er mit 20,38 Metern den sechsten Platz.
Ebenfalls den sechsten Platz erreichte Weil bei den Hallenweltmeisterschaften 1989. Seine einzige Medaille im Diskuswurf erwarf Weil bei den Südamerikameisterschaften 1989, für 52,36 Meter erhielt er die Bronzemedaille, während er im Kugelstoßen seinen sechsten Titel in Folge gewann. 1991 wiederholte er bei den Hallenweltmeisterschaften seinen sechsten Platz von 1989, bei den Südamerikameisterschaften 1991 gewann er zum siebten Mal in Folge. Mit 19,47 Metern verteidigte er auch seinen Titel bei den Panamerikanischen Spielen. Bei den Weltmeisterschaften 1991 erreichte er den neunten Platz. Im Jahr darauf verpasste Weil als 13. der Qualifikation bei den Olympischen Spielen 1992 nur knapp den Finaleinzug.
1993 erreichte er mit dem sechsten Platz bei den Weltmeisterschaften in Stuttgart sein bestes Ergebnis bei Weltmeisterschaften überhaupt. 1995 gewann Weil nach der Unterbrechung 1993 noch einmal bei den Südamerikameisterschaften, bei den Panamerikanischen Spielen erhielt er die Bronzemedaille hinter dem US-Amerikaner Cottrell J. Hunter und dem Kubaner Jorge Montenegro.
Weils Bestleistung mit der Kugel beträgt 20,90 Meter aus dem Jahr 1985, 1987 warf er den Diskus auf 55,98 Meter. Die Kugelstoßleistung wurde 2004 von Marco Antonio Verni als Südamerikarekord und als chilenischer Landesrekord mit 21,14 Metern übertroffen. Bei einer Körpergröße von 1,97 Meter betrug Weils Wettkampfgewicht 122 Kilogramm. Weil ist mit der kolumbianischen Sprinterin Ximena Restrepo verheiratet.